# Gradac (ciutat)
Gradac (en italià Labinezza) és un municipi del comtat de Split-Dalmàcia a Croàcia.
Els pobles de Drvenik (amb port de ferris a l'illa de Hvar), Zaostrog, Podaca i Brist pertanyen al municipi de Gradac. És gairebé exactament entre Split i Dubrovnik. Gradac és el lloc més meridioanal de la Riviera de Makarska. És conegut per la platja que amb els seus sis quilòmetres és la més llarga d'aquesta regió.